# Christina Perchtold
Christina Perchtold, née le 11 mai 1993 à Klagenfurt est une coureuse cycliste autrichienne, membre de l'équipe Cervélo-Bigla. Elle a été championne d'Autriche sur route en 2016.

## Palmarès

### Par année
- 2010
  - 3e du championnat d'Autriche sur route espoirs
- 2012
  - 3e du championnat d'Autriche du contre-la-montre espoirs
- 2013
  - 3e du championnat d'Autriche du critérium
- 2014
  - 2e du championnat d'Autriche sur route
- 2015
  - 3e du championnat d'Autriche sur route
- 2016
  -  Championne d'Autriche sur route
- 2017
  - 2e du championnat d'Autriche sur route
- 2019
  - 2e du Grand Prix Velo Alanya

### Classements mondiaux
| Année                                 | 2014 | 2015 | 2016 | 2017 | 2018 | 2019 |
| ------------------------------------- | ---- | ---- | ---- | ---- | ---- | ---- |
| Classement UCI                        | 353e | 438e | 249e | 240e | 539e | 417e |
|                                       |      |      |      |      |      |      |
| Légende : nc = non classéSource : UCI |      |      |      |      |      |      |